# Площадь Свердлова (Челябинск)
Пло́щадь Свердло́ва — площадь в Челябинске. Располагается в Советском районе, ограничена улицами Курчатова, Воровского и Свердловским проспектом.
Сформировалась во второй половине XX века. До конца 1960-х годов через неё проходила железнодорожная Архиповская ветка на мельзавод. В 1970-е и 1980-е годы на площади стояла стела и хоккейная коробка общежития ЧИМЭСХ. Во второй половине 2000-х годов часть площади заняла проезжая часть улицы Курчатова. В настоящее время[когда?] большая часть площади застроена — на ней находится автомобильная заправка и автомойка. На современных картах площадь уже почти не обозначается.
К площади Свердлова адресно не относится ни одно здание или сооружение.
Вблизи площади с 1996 по 2006 год находился Фермерский рынок, снесённый при постройке автомобильной части улицы Курчатова.